# Ласков Михайло Рафаїлович
Ласков Михайло Рафаїлович (* 3 червня 1923, Токмак — † 2002, Запоріжжя) — український письменник — прозаїк та поет; писав українською та російською мовами, член НСПУ, лауреат Запорізької обласної літературної премії ім. Василя Лісняка.

## Життєпис
Навчався в Токмацькій середній школі. В часі нацистсько-радянської війни був в евакуації у Узбекистані.
Пробу пера здійснив 1945 року, тоді ж почав працювати в редакціях обласних газет, на заводах «Запоріжсталь» та «Дніпросталь».
Після повернення додому поступає вчитися, 1952 року закінчив філологічний факультет Запорізького державного інституту.
1969 року його приймають до Спілки письменників Запорізької області, згодом — Спілки письменників УРСР.
Видані його прозові твори:
- 1956 — «Рідні вогні»,
- 1956 — «Струмочок»,
- 1960 — «Справжній товариш»,
- 1962 — «Старт „Запорожця“»,
- 1962 — «Повість про вічний вогонь»,
- 1963 — «Життя дається раз» — у співавторстві,
- 1965 — «Тече річка Жилінка»,
- 1974 — «Незакатная весна»,
- 1981 — «Яскраве світло»,
- 1983 — «Незгоряючі зірки»,
- 1988 — «Притягання землі»,
- 1993 — «Якщо жінка кохає»,
- 1995 — «Вірші про любов»,
- 1996 — «Небеса для двох»,
- 1998 — «Любов та біль».